# Cryptographis attigua
Cryptographis attigua là một loài bướm đêm trong họ Crambidae.